# Bryce Courtenay

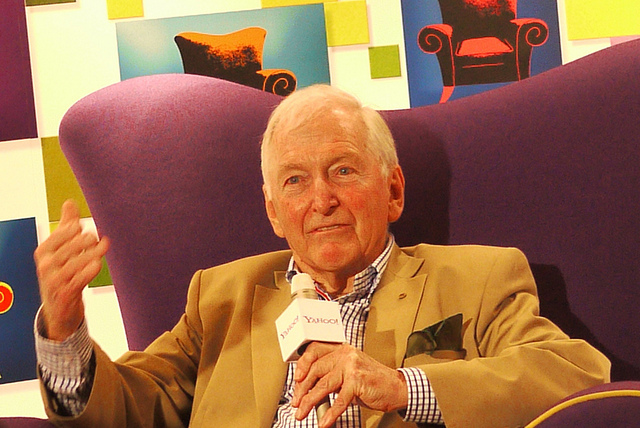
Bryce Courtenay.

Bryce Courtenay, född 14 augusti 1933 i Johannesburg, död 22 november 2012 i Canberra, var en sydafrikafödd författare, verksam i Australien. Han var först chef för en reklambyrå. Han hade internationell framgång med genombrottsromanen The Power of One från 1989 (svensk översättning 1990 Ensam är stark) som filmatiserades i Hollywood med skådespelare som Morgan Freeman och John Gielgud.